# ゲオルク・クーレンカンプ
ゲオルク・クーレンカンプ（Georg Kulenkampff, 1898年1月23日 - 1948年10月5日）は、ブレーメン生まれのヴァイオリニスト。

## 経歴

### 生誕〜キャリア初期
アルヴィン・ゲオルグ・クーレンカンプ=ポストは1898年1月23日にブレーメンで生まれた。実家は裕福な貿易商だった。
6歳よりヴァイオリンをはじめ、ブレーメンのコンサートマスターであったハンス・コルクマイヤーに指導を受けたのち、1909年からはヨーゼフ・ヨアヒムの弟子で指揮者でもあるエルンスト・ヴェンデルに、ヴァイオリンだけでなく音楽全般についての教育を受けた。なお、このころ両親からストラディヴァリウス・エクス・ナドーを買い与えられた。
1913年にはベルリン高等音楽院に入学し、ヴィリー・ヘスに師事した。しかし第一次世界大戦が勃発すると彼はブレーメンに戻り、1916年に師コルクマイヤーの後継者としてブレーメン・フィルハーモニー管弦楽団のコンサートマスターに就任して、1919年まで務めた。なお、この時の指揮者は昔の師であるヴェンデルであった。なお、1917年3月15日には、ヴェンデルが指揮するベルリン・フィルハーモニー管弦楽団の演奏会でマックス・ブルッフの『スコットランド幻想曲』を演奏し、ソリストとしてデビューした。なお、この頃はまだゲオルグ・クーレンカンプ=ポストと名乗っていた。
オーケストラ退団後はソリストに転じ、シュターツカペレ・ドレスデン等と共演したほか、ベルリンにてカール・フレッシュ、ブロニスワフ・フーベルマン、パブロ・カザルスらの知己を得た。また、1923年から1926年にかけて、出身校であるベルリン高等音楽院の教授を務めた。

### ナチスへの反抗
ナチスが政権を握ると、フリッツ・クライスラーやブロニスラフ・フーベルマン、カール・フレッシュやアドルフ・ブッシュなど、他の国際的なヴァイオリニストがドイツを去ったが、クーレンカンプはドイツに留まり、1937年に新たに発見されたロベルト・シューマンの『ヴァイオリン協奏曲』の初演を行ったり、1940年にヴィルヘルム・フルトヴェングラーのヴァイオリン・ソナタ第2番を初演を行なったりしている。また、日本の作曲家貴志康一のヴァイオリン協奏曲の初演も行った。さらに室内楽でも活躍し、1935年にはピアニストのエドウィン・フィッシャー、チェリストのエンリコ・マイナルディとピアノ・トリオを結成したり、1939年にはベルリン・フィルハーモニー管弦楽団の団員と弦楽四重奏団を結成したりした。
ただしクーレンカンプは自らがナチスの単なる広告塔となることには甘んじなかった。各種ヴァイオリン協奏曲を演奏するときには、ユダヤ人ヴァイオリニストのヨーゼフ・ヨアヒムやフリッツ・クライスラーが作曲したカデンツァを用いたほか、1935年にはユダヤ人作曲家であるフェリックス・メンデルスゾーン作曲のヴァイオリン協奏曲をベルリン・フィルハーモニー管弦楽団と演奏した。役人たちはこれに抗議したが、クーレンカンプが国外移住をほのめかすと、それ以上は抗議されなかった。
なお、クーレンカンプはルドルフ・フェッダーの個人事務所に所属していたが、この事務所には他にも指揮者のオイゲン・ヨッフムやクレメンス・クラウス、ピアニストのエドウィン・フィッシャーらが所属した。なお、フェッダーはオーケストラ内部にいるスパイに所属アーティストが脅迫されないよう、ナチス幹部と交流したり、外国公演での監視役を務めるゲシュタポの有力者と繋がりを求めていた。

### スイスへの移住
戦後はスイスに住み、カール・フレッシュの後継者として、ルツェルン音楽院の夏期マスタークラスで教鞭をとった。また、ピアニスト時代のゲオルグ・ショルティとも共演し、録音も残した。チューリッヒにて死去。

## 演奏スタイル
クーレンカンプは同時代の演奏スタイルに批判的であり、以下のように述べている。
また、また、クーレンカンプ自身の演奏スタイルは形式の明確さ、透明さを示すものであると評された。エドウィン・フィッシャーはクーレンカンプの墓前で以下のように述べた。